# 袋地
袋地（ふくろち）とは、民法上は道路に接していない土地をいう。
無道路地ともいう。

## 概要
不動産業界においては道路との間に細い路地状の部分を持ち、主たる敷地の大部分が道路と接していないような土地も含む。
民法上の袋地を囲んでいる土地を囲繞地（いにょうち）といい、袋地の所有者には囲繞地を通行する権利が発生することがある（囲繞地通行権）。
袋地は道路付けがないので近隣との境界確定にて紛争になることが多い（境界確定訴訟）。土地の歴史を巡って争うので裁判所でも解決しきれない局面が多く、自治体の協力で土地区画整理事業を行うなどの方法が一般的である。
また袋地は流水と関係する場合も多い。単に区画整理を一律に行うだけでは洪水や地震などの被害を拡大させる危険もある。防災の面から個々の袋地の地形・地質・そこに建つ建築物について研究が必要である。